# Ирмена Чичикова
Ирмена Чичикова (родена на 22 май 1984 г. в гр. Пловдив) е българска актриса.
Известна е в България и по света с участията си във филмите „Вездесъщият“, „Виктория“, „Не ме докосвай“ (2018), „8 минути и 19 секунди“, „Доза щастие“ както и в театъра. Номинирана е два пъти за най-добра главна женска роля за филмите „Аз съм ти“ и „Виктория“ при наградите на Българската филмова академия. Определяна е като „новото лице на българското кино и театър“.